# Jacqueline Lawrence
Jacqueline Lawrence, född den 25 april 1982 i Cooma, Australien, är en australisk kanotist.
Hon tog OS-silver i K1 i slalom i samband med de olympiska kanottävlingarna 2008 i Peking.